# 凹头苋
凹头苋（学名：Amaranthus blitum），又名野苋，是苋科苋属的一種一年生草本植物。原產於地中海地區，後來擴散到世界各地。世界上很多地區都有食用這種植物的傳統。